# Savva
 (mai 2018).
Si vous disposez d'ouvrages ou d'articles de référence ou si vous connaissez des sites web de qualité traitant du thème abordé ici, merci de compléter l'article en donnant les références utiles à sa vérifiabilité et en les liant à la section « Notes et références ».
Savva (héb. סבא) est un prénom masculin d'origine juive.

## Origine
Le nom Savva (Savvas, Sabba, Sabas, Σαββα) est la forme latin de prénom juif סבא, qui signifie « un vieillard, un sage ».
Ce nom est utilisé dans les pays chrétiens. Il est venu de l'hébreu au grec avec la Bible, et s'est diffusé en Europe après l'acceptation du christianisme. Actuellement, il n'est pas populaire et aussi très rare, mais les peuples orthodoxes continuent d'appeler leurs enfants avec ce nom.

## Personnalités
- Savva Mamontov : industriel, marchand et mécène russe.
- Savva Morozov : industriel et mécène russe.